# Margit Elek
Margit Katalin Elek, później Müller i Balló (ur. 5 października 1906 w Budapeszcie, zm. 4 lutego 1986 tamże) – węgierska florecistka, wielokrotna medalistka mistrzostw świata. Siostra Ilony Elek.
Podczas mistrzostw świata w Budapeszcie w 1933 roku wspólnie z Erną Bogáti, Margit Danÿ i Iloną Elek zdobyła złoty medal w zawodach drużynowych. W tej samej konkurencji zdobywała następnie złote medale na mistrzostwach świata w Warszawie (1934), mistrzostwach świata w Lozannie (1935), mistrzostwach świata w Paryżu (1937), mistrzostwach świata w Kopenhadze (1952), mistrzostwach świata w Brukseli (1953), mistrzostwach świata w Luksemburgu (1954) i mistrzostwach świata w Rzymie (1955), srebrne na mistrzostwach świata w San Remo (1936), mistrzostwach świata w Hadze (1948) i mistrzostwach świata w Sztokholmie (1951) oraz brązowy na mistrzostwach świata w Londynie (1956). Ponadto na MŚ 1934 zdobyła srebrny medal w turnieju indywidualnym, rozdzielając na podium Ilonę Elek i Hedwig Haß z III Rzeszy.
Na igrzyskach olimpijskich w Londynie w 1948 roku była szósta w turnieju indywidualnym. W rundzie finałowej przegrała sześć z siedmiu pojedynków. Brała też udział w igrzyskach olimpijskich w Helsinkach cztery lata później, gdzie odpadła w ćwierćfinałach. 